# Pietrzyków (Dobromierz)

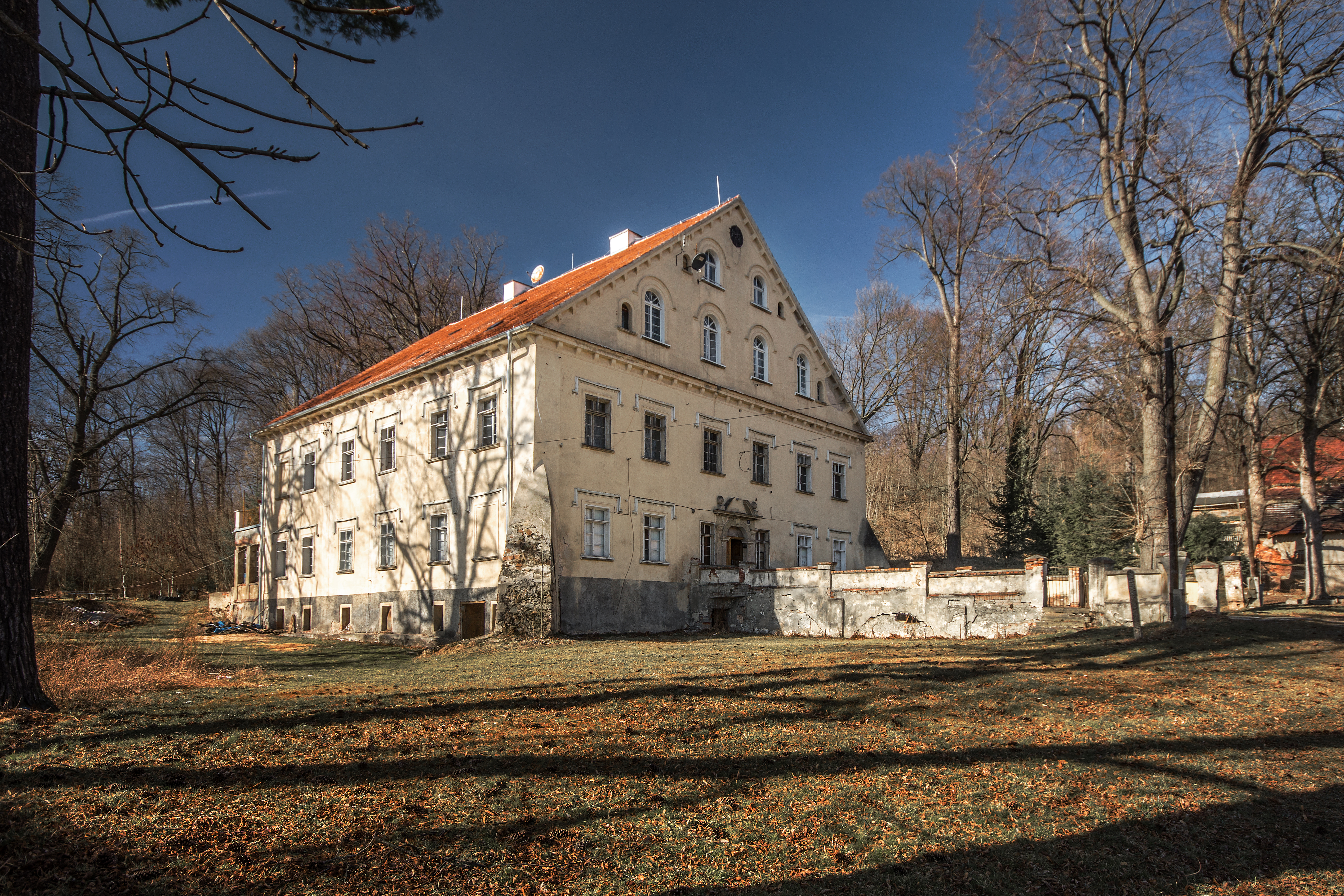
Schloss Hohenpetersdorf

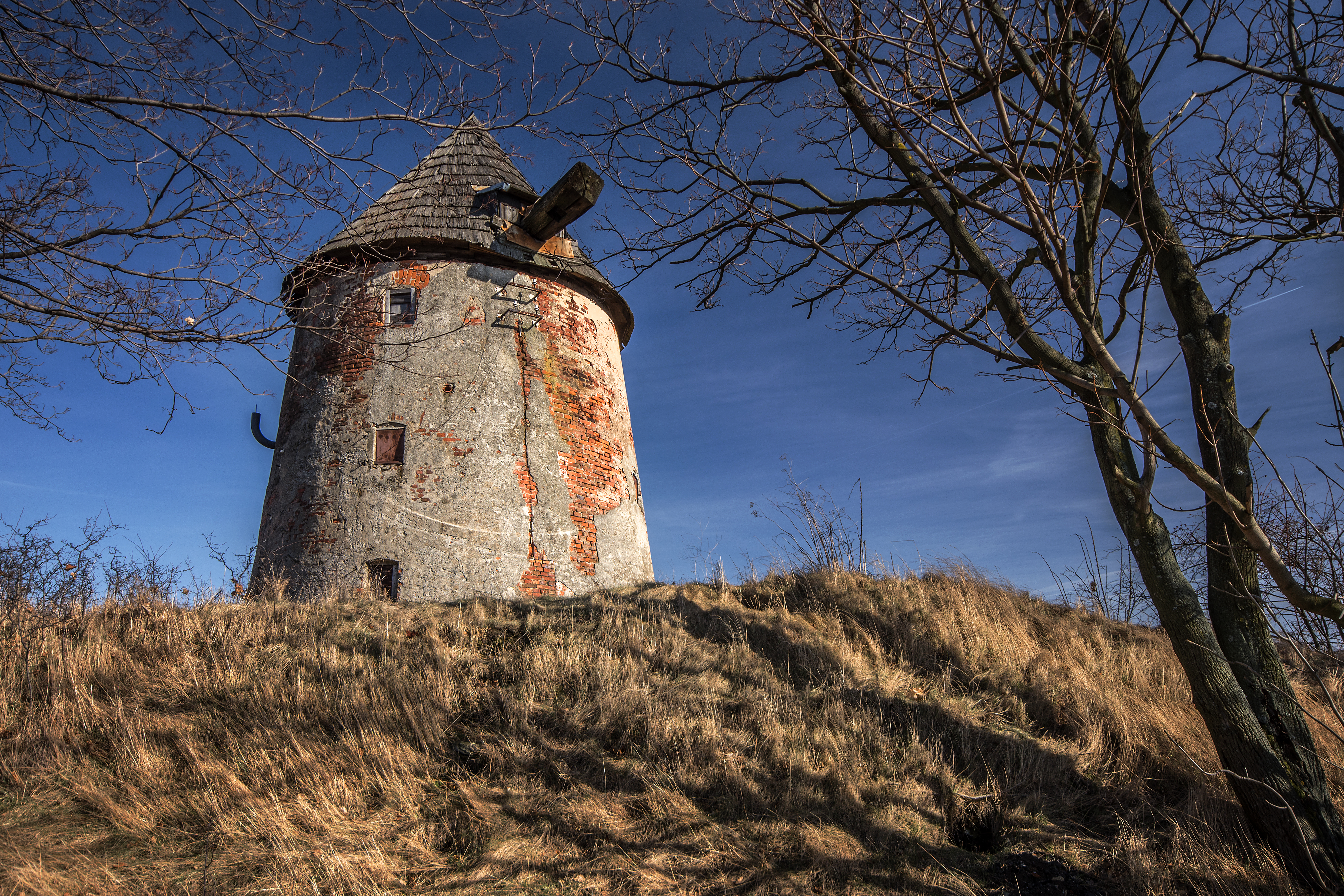
Windmühle

Pietrzyków (deutsch Hohenpetersdorf, auch Petersdorf) ist ein Dorf in der Landgemeinde Dobromierz im Powiat Świdnicki der Woiwodschaft Niederschlesien in Polen.

## Lage
Pietrzyków liegt ca. drei Kilometer südwestlich von Dobromierz (Hohenfriedeberg). Nachbarorte sind Sady Dolne (Nieder Baumgarten) im Westen, Sady Górne (Ober Baumgarten) im Südwesten, Bronówek im Norden, Chwaliszów (Quolsdorf) im Süden und Jaskulin (Möhnersdorf) im Südosten. 

## Geschichte
Hohenpetersdorf war ein alter Rittersitz im Herzogtum Schweidnitz. Erstmals erwähnt wurde der Ort 1369, als ihn Hans von Czirn seinem Schwager Cuntschek von Liebenthal verpfändete. 1658 gehörte es dem Christoph Gottlieb von Nimptsch, 1740 war es im Besitz einer Frau von Berg, später des Alexander von Maren. 1785 war es im Besitz der Frau eines Obristen von Hohendorf und 1845 des Kaufmanns und Kommerzienrats Franz Wilhelm Töpfer aus Waldenburg.  
Nach dem Ersten Schlesischen Krieg fiel Hohenpetersdorf 1741/42 mit dem größten Teil Schlesiens an Preußen. 1845 zählte das Dorf 71 Häuser, 537 Einwohner (18 katholisch und der Rest evangelisch), evangelische und katholische Kirche zu Hohenfriedeberg, eine evangelische Schule mit einem Lehrer, ein herrschaftliches Schloss, ein Vorwerk des Dominiums, eine Wassermühle, zwölf Handwerker, drei Händler, vier Wirtshäuser und eine Brauerei. Zur Gemeinde gehörte die Kolonie Neu-Petersdorf oder Pilzhäuser mit zehn Häusern und 57 Einwohnern (fünf katholisch und der Rest evangelisch).
Hohenpetersdorf gehörte bis 1932 zum Landkreis Bolkenhain. Im Rahmen einer preußischen Kreisreform kam die Gemeinde 1933 zum Landkreis Jauer, mit dem es bis 1945 verbunden blieb. Seit 1874 war die Landgemeinde Hohenpetersdorf dem Amtsbezirk Simsdorf eingegliedert.
Als Folge des Zweiten Weltkriegs fiel Hohenpetersdorf 1945 mit fast ganz Schlesien an Polen. Nachfolgend wurde es in Pietrzyków umbenannt. Die deutsche Bevölkerung wurde, so weit sie nicht schon vorher geflohen war, vertrieben. Die neu angesiedelten Bewohner waren zum Teil Heimatvertriebene aus Ostpolen, das von der Sowjetunion annektiert wurde. Von 1975 bis 1998 gehörte Pietrzyków zur Woiwodschaft Wałbrzych (Waldenburg).

## Sehenswürdigkeiten
- Schloss Hohenpetersdorf mit Nebengebäuden und Landschaftspark[5]
- Holländerwindmühle aus dem 18. Jahrhundert[6]